# Policja (dramat)
Policja (Policjanci) – debiutancki dramat Sławomira Mrożka z 1958.
Dramat opublikowany został w numerze 6/1958 miesięcznika „Dialog”, zaś wystawiony po raz pierwszy Teatrze Dramatycznym w Warszawie.
Akcja groteskowego dramatu rozgrywa się w abstrakcyjnym państwie, zaś centralnym wydarzeniem jest chęć podpisania aktu lojalności wobec władzy przez ostatniego więźnia politycznego. Deklaracja ta wstrząsa posadami państwa, ponieważ w takiej sytuacji rację bytu traci jego aparat złożony z sędziów, policjantów, strażników więziennych itp. Policja namawia więc więźnia, by nie podpisywał tego aktu. Gdy to się nie udaje, policja sama dokonuje sfingowanego zamachu na Regenta, za jego zgodą. W ten sposób władza zostaje ocalona, a policja znów staje się potrzebna.